# Cantó de Clarmont d'Alvèrnia Nord
El cantó de Clarmont d'Alvèrnia Nord és un cantó francès del departament del Puèi Domat, situat al districte de Clarmont d'Alvèrnia. Compta amb part del municipi de Clarmont d'Alvèrnia.

## Municipis
- Clarmont d'Alvèrnia

## Història
| Data d'elecció                           | Identitat          | Partit | Qualitat |
| ---------------------------------------- | ------------------ | ------ | -------- |
| 1955-1973                                | Gabriel Montpied   | SFIO   |          |
| 1973-1979                                | Roger Quillot      | PS     |          |
| 1979-1985                                | René Paput         | UDF    |          |
| 1985-1986                                | Roger Quillot      | PS     |          |
| 1986-1995                                | Maurice Pourchon   | PS     |          |
| 1995-                                    | Alexandre Pourchon | PS     |          |
| les dades anteriors no són pas conegudes |                    |        |          |
|                                          |                    |        |          |

## Demografia
| 1962 | 1968 | 1975 | 1982 | 1990 | 1999 | 2007   |
| ---- | ---- | ---- | ---- | ---- | ---- | ------ |
| -    | -    | -    | -    | -    | -    | 17.727 |